# 633 a.C.

## Eventos
- Jeremias começa a profetizar.[1]
- Mirteu, poeta ateniense, passa a ser reconhecido.[1]

## Nascimentos
- Joacaz de Judá, filho do rei Josias e de Hamutal, filha de Jeremias de Libna. Seu nome inicial era Salum, e foi alterado para dar sorte. Ele não era o primogênito, e foi ungido rei pelo povo.[2]